# 尤金·麥保美
尤金·比堤·麥班迪·麥保美（Eugene Petit Mbende Mbome，1986年8月29日—），生於喀麥隆雅溫德，喀麥隆足球運動員，司職防守中場。

## 球會生涯
麥保美生於喀麥隆雅溫德，從小每天已經在家鄉的街道上踢足球，在家鄉的半職業球會效力後，在2008年來港加盟甲組新球會天水圍飛馬展開其職業生涯，而他首季取得6球而第二季則取得3球，到2011年夏天他外借到以年輕球員組成的甲組球隊港菁，不過他在11月21日因初生兒子在晚間哭喊導致無法入眠，故他在準備操練時突然暈倒，後腦着地流血，結果送院治療後幸無大礙惟需留院觀察，到2012年12月麥保美回歸飛馬，再在2014年夏天外借到標準流浪，到2015年他居港滿7年後取得本地球員身份並加盟東方龍獅，惟他隨即外借到新組成的港超聯球會夢想駿其，但他在季中因膝蓋重創而養傷一段長時間，到2016年7月回歸香港飛馬，並在2018年3月11日對夢想FC的聯賽，取得加盟後的首個入球，結果協助飛馬以5–0勝出。
2019年夏天，麥保美加盟香港超級聯賽球會和富大埔。

## 國際賽生涯
麥保美於2003年以副隊長身份代表喀麥隆U17國家隊，在5至8月期間參與非洲U17國家盃及國際足協U17世界錦標賽，期間有10場上陣機會，到2015年麥保美居港滿7年後取得本地球員身份兼香港身份證。

## 榮譽

### 球會
飛馬
- 香港足總盃冠軍（2009–10季度）
- 香港高級組銀牌冠軍（2008–09季度）
- 香港甲組足球聯賽亞軍（2009–10季度、2011–12季度、2013–14季度）
- 香港足總盃亞軍（2008–09季度、2011–12季度、2012–13季度）
- 香港高級組銀牌亞軍（2013–14季度）
- 香港聯賽盃亞軍（2008–09季度、2010–11季度、2011–12季度）
- 香港菁英盃亞軍（2016–17季度）

東方龍獅
- 香港超級聯賽冠軍（2005–16季度）
- 香港高級組銀牌冠軍（2015–16季度）

### 國家隊
- 非洲U-17國家盃冠軍（2003年）
- 國際足協U-17世界盃小組賽（2003年）
- 喀麥隆17歲以下國家足球隊副隊長（2003年）

## 外部連結
- 香港足球總會網頁球員註冊資料 （页面存档备份，存于）